# Preskriptivism
Preskriptivism, även universell preskriptivism (teoretiskt sett kan man tänka sig andra former av preskriptivism än den universella, men eftersom den är den dominerande ses de ofta som synonyma), är den metaetiska teorin att moralomdömen fungerar ungefär som imperativ. Till skillnad från vanliga imperativ är moralomdömen universaliserbara; den som fäller ett moraliskt omdöme är bunden till samma omdöme i alla situationer med samma relevanta omständigheter. Konceptet introducerades av den brittiske filosofen R. M. Hare i dennes bok The Language of Morals från 1952, och har jämförts med emotivism. Hare menar själv att de substantiella moraliska värdeomdömen som följer av den universella preskriptivismen är de samma som följer ur det kategoriska imperativet som formulerades av Immanuel Kant.
Beakta som exempel propositionen "Att döda är fel". Enligt en emotivist uttrycker ett sådant uttalande endast en inställning hos talaren. Det betyder någonting i stil med "Buu för dödande!" eller "Jag ogillar dödande; gör det du också". Enligt preskriptivismen betyder satsen "Att döda är fel" emellertid någonting i stil med "Döda inte!". Den uttrycker i första hand inte en känsla, den är ett imperativ. Ett värdeomdöme kan också ha deskriptiva och känslomässiga betydelser, men dessa är sekundära i förhållande till den preskriptiva meningen.